# Канепа (Ђенова)
Канепа је насеље у Италији у округу Ђенова, региону Лигурија.
Према процени из 2011. у насељу је живело 159 становника. Насеље се налази на надморској висини од 333 м.